# Bonifatius II
Bonifatius II, född okänt, begraven 17 oktober 532, var påve från den 22 september 530 till sin död, 17 oktober 532.

## Biografi
Bonifatius var till börden got, och enligt Liber Pontificalis son till en man vid namn Sigisbald. Detta gör Bonifatius till den förste påven med germanskt ursprung. Från tidig ungdom tjänade han kyrkan, var under Felix IV:s pontifikat ärkediakon, och skaffade sig ansenligt inflytande i den ecklesiastikala och civila maktsfären.
Sättet Bonifatius utnämndes till påve på är anmärkningsvärt; för att förhindra partisplittringar mellan romare och goter, lät Felix IV vid dödsbädden samla kring sig representanter för prästerskapet samt några senatorer och patricier, varpå han överlämnade det påvliga palliet till Bonifatius, förklarade honom som efterträdare, och hotade exkommunicera dem som inte erkände Bonifatius. Efter att Felix dött, uppsteg Bonifatius följaktligen på påvetronen, men bortåt 60 präster vägrade se honom som rättmätigt utsedd, och var rädda för det inflytande goterna hade skaffat sig i den romerska kyrkan. De utsåg i stället Dioskurus till motpåve, och båda konsekrerades samma dag, den 22 september 530, Bonifatius i Juliusbasilikan. Detta var den sjunde schismen i kyrkan.  Dioskurus avled redan 22 dagar senare, varmed Bonifatius auktoritet erkändes av alla. Agapetus I skulle fem år senare bränna Bonifatius anatema över Dioskurus.
Under Bonifatius pontifikat fortsatte striden om jurisdiktionsrätten över Illyrien; patriarken av Konstantinopel utsåg biskop där, men denne sökte sig till Bonifatius, vilket enligt vad katoliker menar visar på påvens överhöghet. De afrikanska biskoparna sökte hans bekräftelse på ärkebiskopens av Karthago primat, eftersom denne kunde samarbeta enklare med Rom. Han förmådde det romerska prästerskapet att vid en synod 531 i Peterskyrkan erkänna diakonen Vigilius som hans efterträdare, och samtidigt lade han fram en författning som gav påvar rätt att utse efterträdare; vid en senare synod tvingades Bonifatius ta tillbaka sin författning. Den semipelagianska striden avgjordes under Bonifatius, vid andra konciliet i Orange.
Han är begraven i Peterskyrkan, där fragment av hans epitaf ännu finns bevarad.